# Communauté de communes Pays d’Uzès
Die Communauté de communes Pays d’Uzès ist ein französischer Gemeindeverband mit der Rechtsform einer Communauté de communes im Département Gard in der Region Okzitanien. Sie wurde am 16. Juli 2012 gegründet und umfasst 35 Gemeinden (Stand: 1. Januar 2024). Der Verwaltungssitz befindet sich in der Gemeinde Uzès.

## Historische Entwicklung
Der Gemeindeverband entstand 2012 durch Fusion der Vorgängerorganisationen
- Communauté de communes de l’Uzège und
- Communauté de communes du Grand Lussan

mit einigen selbständigen Gemeinden.
Mit Wirkung vom 1. Januar 2017 schloss sich die Gemeinde Moussac dem hiesigen Verband an.
Mit Wirkung zum 31. Dezember 2019 verließ die Gemeinde Bouquet die Alès Agglomération und schloss sich dem Gemeindeverband an.
Mit Wirkung zum 1. Januar 2022 trat die Gemeinde Argilliers aus der Communauté de communes du Pont du Gard aus und schloss sich gleichzeitig diesem Gemeindeverband an.
Mit Wirkung zum 1. Januar 2024 trat die Gemeinde Castillon-du-Gard aus der Communauté de communes du Pont du Gard aus und schloss sich gleichzeitig diesem Gemeindeverband an.

## Mitgliedsgemeinden
| Gemeinde                           | Einwohner 1. Januar 2022 | Fläche km² | Dichte Einw./km² | Code INSEE | Postleitzahl |
| ---------------------------------- | ------------------------ | ---------- | ---------------- | ---------- | ------------ |
| Aigaliers                          | 534                      | 28,06      | 19               | 30001      | 30700        |
| Argilliers                         | 441                      | 6,67       | 66               | 30013      | 30210        |
| Arpaillargues-et-Aureillac         | 1.048                    | 13,67      | 77               | 30014      | 30700        |
| Aubussargues                       | 326                      | 8,52       | 38               | 30021      | 30190        |
| Baron                              | 338                      | 10,06      | 34               | 30030      | 30700        |
| Belvézet                           | 235                      | 22,86      | 10               | 30035      | 30580        |
| Blauzac                            | 1.228                    | 15,90      | 77               | 30041      | 30700        |
| Bouquet                            | 197                      | 30,26      | 7                | 30048      | 30580        |
| Bourdic                            | 364                      | 7,34       | 50               | 30049      | 30190        |
| Castillon-du-Gard                  | 1.681                    | 17,38      | 97               | 30073      | 30210        |
| Collorgues                         | 670                      | 9,27       | 72               | 30086      | 30190        |
| Flaux                              | 338                      | 10,68      | 32               | 30110      | 30700        |
| Foissac                            | 449                      | 3,80       | 118              | 30111      | 30700        |
| Fons-sur-Lussan                    | 228                      | 10,49      | 22               | 30113      | 30580        |
| Fontarèches                        | 255                      | 13,42      | 19               | 30115      | 30580        |
| Garrigues-Sainte-Eulalie           | 762                      | 10,00      | 76               | 30126      | 30190        |
| La Bastide-d’Engras                | 204                      | 9,85       | 21               | 30031      | 30330        |
| La Bruguière                       | 331                      | 16,43      | 20               | 30056      | 30580        |
| La Capelle-et-Masmolène            | 421                      | 24,45      | 17               | 30067      | 30700        |
| Lussan                             | 531                      | 46,92      | 11               | 30151      | 30580        |
| Montaren-et-Saint-Médiers          | 1.390                    | 19,42      | 72               | 30174      | 30700        |
| Moussac                            | 1.564                    | 7,40       | 211              | 30184      | 30190        |
| Pougnadoresse                      | 263                      | 7,65       | 34               | 30205      | 30330        |
| Saint-Dézéry                       | 459                      | 6,01       | 76               | 30248      | 30190        |
| Saint-Hippolyte-de-Montaigu        | 249                      | 4,05       | 61               | 30262      | 30700        |
| Saint-Laurent-la-Vernède           | 707                      | 11,80      | 60               | 30279      | 30330        |
| Saint-Maximin                      | 794                      | 9,90       | 80               | 30286      | 30700        |
| Saint-Quentin-la-Poterie           | 3.110                    | 24,06      | 129              | 30295      | 30700        |
| Saint-Siffret                      | 1.121                    | 11,28      | 99               | 30299      | 30700        |
| Saint-Victor-des-Oules             | 308                      | 4,77       | 65               | 30301      | 30700        |
| Sanilhac-Sagriès                   | 832                      | 22,10      | 38               | 30308      | 30700        |
| Serviers-et-Labaume                | 609                      | 12,22      | 50               | 30319      | 30700        |
| Uzès                               | 8.360                    | 25,41      | 329              | 30334      | 30700        |
| Vallabrix                          | 415                      | 7,94       | 52               | 30337      | 30700        |
| Vallérargues                       | 132                      | 12,73      | 10               | 30338      | 30580        |
| Communauté de communes Pays d’Uzès | 30.894                   | 502,77     | 61               | –          | –            |